# 王䓪鳴

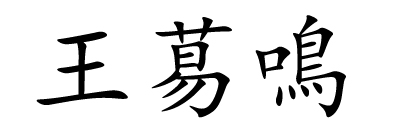
正常情況下本條目顯示的名稱

王鳴女爵士，DBE，JP（Dr Dame Rosanna Wong Yick-ming，1952年8月15日—），1979年至1992年期間曾冠夫姓為譚王鳴（Mrs Rosanna Tam Wong Yick-ming），是香港社會工作者及政治家，自1980年起出任香港青年協會總幹事至2017年。在香港主權移交以前，王鳴曾在1985年至1991年出任立法局非官守委任議員，1988年至1991年任行政局非官守議員，此後曾一度退出政壇，但旋於1992年重返行政局，並於1993年起兼任房屋委員會主席。王鳴在行政局深得港督彭定康信任，1995年更接替鄧蓮如女男爵成為行政局召集人（即首席非官守議員），隨後在1997年獲英廷獎授DBE勳銜，成為繼鄧蓮如女男爵後，歷來第二位華人女爵士，在主權移交前夕的殖民地政府具舉足輕重的影響力。
1997年在主權移交後，王鳴過渡到特區政府行政長官董建華的行政會議，留任非官守成員。惟房委會後來在1999年爆出一連串居屋短樁醜聞，身兼房委會主席的王鳴被輿論質疑要為事件負責，最終在2000年6月立法會表決通過對她和房屋署署長苗學禮的不信任動議前，辭去房委會主席一職。立法會後在2003年1月發表短樁醜聞調查報告，當中再對王鳴等人作出譴責。自從發生短樁醜聞後，王鳴在2002年未獲行政會議續任而卸任，但在2001年至2007年獲港府聘任為教育統籌委員會主席，2003年起更獲中華人民共和國政府委為全國港區政協委員。
另一方面，王鳴在商界也有一定發展，她除自1996年起成為香港上海滙豐銀行非執行董事外，自2001年起也在李嘉誠爵士擁有的長江實業（2015年改組成為長江和記實業）出任獨立非執行董事，2013年獲委任為香港上海大酒店有限公司獨立非執行董事。她於2018年8月當選香港賽馬會董事，2022年9月，因年屆70歲，與鄧日燊、陳南祿一起卸任。

## 生平

### 早年生涯
王鳴祖籍福建泉州市安溪縣，1952年8月15日生於香港，父母分別名王俊聰（Wong Chun Chung，音譯，1920年－？）及潘楚英（1921年－？），兩人都在中國大陸的大學畢業，在當時算是高學歷人士。王鳴的父親是新加坡華僑，從事生意買賣，而其母親早年曾在越南任記者，後來在聖士提反女子中學教書。王鳴家中一共有五名姊妹和一名弟弟，她排行第四。年幼時，她曾先後居於沙田和九龍，至升中學後才搬到港島半山列堤頓道居住。
王鳴與其姊妹一樣都曾入讀聖士提反女子中學，她本人在1962年入讀聖士提反小學，再於1965年升讀聖士提反女子中學。除王鳴外，前保安局局長及香港立法會立法會議員葉劉淑儀和前立法會主席范徐麗泰也是其母親潘楚英的學生。王鳴曾表示其母親的做人處事和學識，深深啟發她的思想，促使她在中學三年級時便開始當義工，還曾經隨福音戒毒團探訪九龍寨城。
在1972年，王鳴從聖士提反女子中學預科畢業，並考入香港大學，修讀社工學，初時由於家住大學附近而不獲發宿舍宿位，一直到大學三年級因當上聖約翰宿生會的社會幹事，才成功入住聖約翰宿舍。在大學中，王鳴十分積極於各類學運，還曾在1973年參加港大第二團訪問中國大陸，這些經歷使她立志在畢業後投身社會工作的行列。

### 投身社工

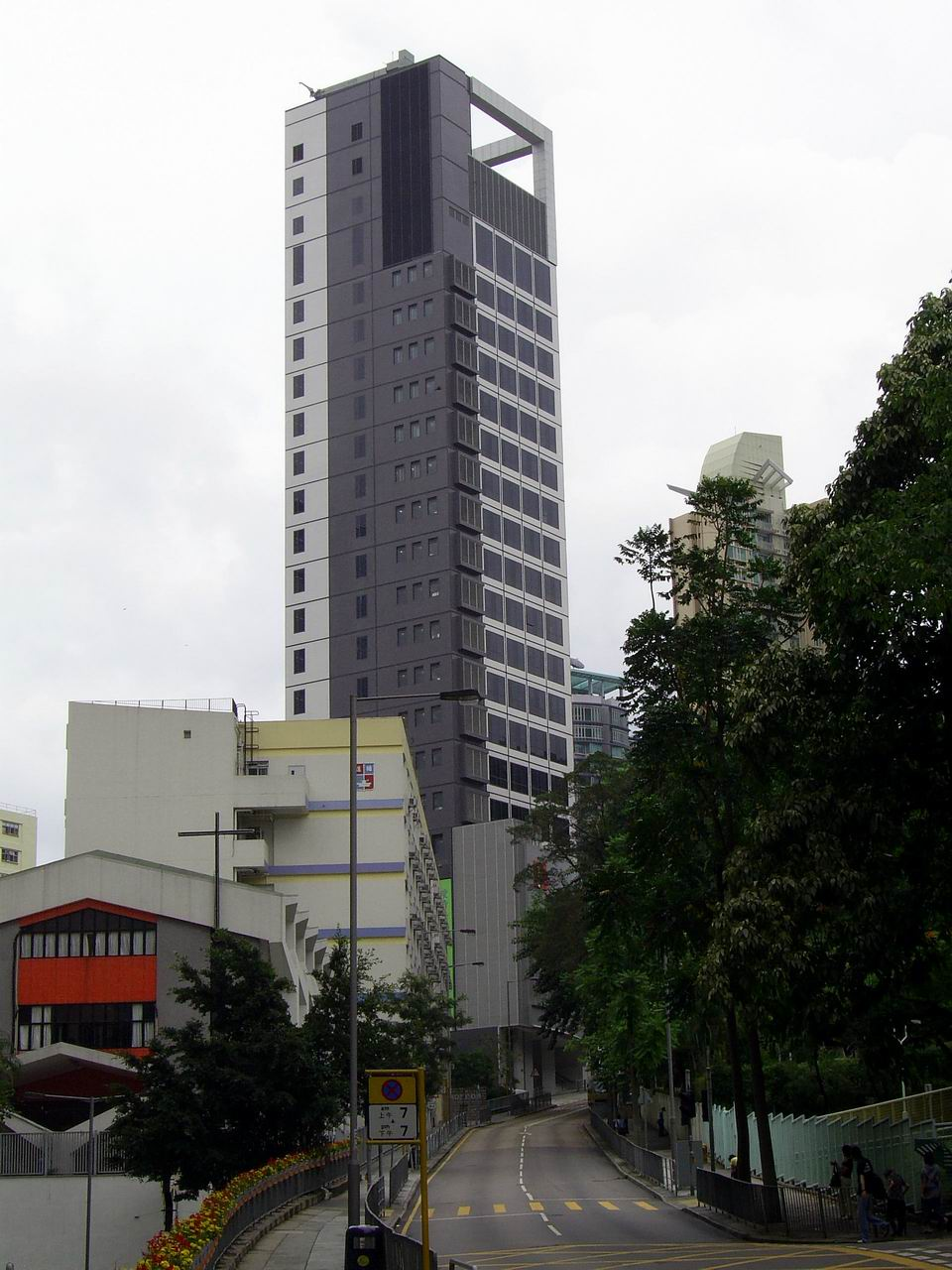
位於北角百福道的香港青年協會總部。

王鳴在1975年從港大取得社會科學士學位畢業後，旋即加入香港青年協會，成為社工，並在九龍西擔任督導主任，主理油麻地、深水埗、荃灣等地的青年工作和輔導服務。王鳴曾在1974年至1975年獲香港上海匯豐銀行獎學金、1977年至1978年取得扶輪基金會教育獎、並在1978年至1979年獲博愛教育協會國際和平獎學金，這使她得以在1977年至1979年，到加拿大多倫多大學進修，並取得社工碩士學位。返回香港後，她回到協會擔任副總幹事（行動），並在1980年以年僅28歲之齡，出任協會總幹事一職。王鳴自1980年起出任協會總幹事至2017年，任內使協會成為香港最主要的青年服務組織，協會工作人員多達800人。
除了香港青年協會外，王鳴還參與了大量不同的社會工作，當中包括在多所基督教教堂擔任與社會工作有關的職務，此外更在1981年獲委任為香港社會服務聯會的執行委員會成員，一直到2005年才離任。而自1984年至1988年，她亦曾任港府的津貼及政府獎券基金諮詢委員會委員（即獎券基金諮詢委員會）。王鳴在1982年取得英聯邦獎學金，前往英國倫敦政治經濟學院修讀社會政策與策劃，並在1983年取得科學碩士學位；兩年後復在香港中文大學與香港社會服務聯會合辦的課程中取得行政管理文憑，同年當選香港十大傑出青年。

### 兩局生涯
在1985年，港督尤德爵士改革立法局，並希望從社會不同界別委任專業人士入局，結果在立法局議員許賢發引薦下，王鳴與大律師譚惠珠、葉文慶醫生等人一同獲委為立法局非官守議員，從而展開其政治生涯，當年王鳴年僅33歲。自加入立法局後，她參與了大量公職，其中計有香港大學、理工學院（即理工大學）、浸會學院（即浸會大學）及香港城市理工學院（即城市大學）校董、聯合國兒童基金香港委員會委員、母親的抉擇副贊助人、港府青少年罪犯問題常務委員會委員（即撲滅罪行委員會）等等，另外在1987年至1988年任社會福利署名譽顧問、1987年至1990年任港府法律改革委員會委員及廣播事務管理局委員、1988年至1991年任社會福利諮詢委員會主席、以及在1990年至1991年任青年事務委員主席等職。
王鳴在立法局內深得首席非官守議員鄧蓮如（後為女男爵）賞識，在她的推薦下，王鳴在1988年獲港督衛奕信爵士（後為勳爵）委任為行政局非官守議員，參與行政決策。王鳴於1989年1月16日獲港府委為非官守太平紳士，後又於1990年女皇壽辰榮譽名單中獲英廷獎授OBE勳銜，以誌其貢獻。
可是在1991年，王鳴毅然決定退仕兩局，並放下所有公職，選擇隨丈夫譚一翔醫生到美國讀書進修，以挽救兩人的婚姻關係，然而兩人最終在1992年離婚收場。雖然深受打擊，但王鳴仍繼續學業，除了獨力照顧兩名子女，又在1992年獲得明日世界領袖獎，隨後於1993年從美國加州大學戴維斯分校取得文學碩士學位畢業。

### 主權移交前後
彭定康（後為勳爵）在1992年上任港督以前，在得到前一任港督衛奕信爵士支持下，不少本身並非從直選途徑產生的立法局議員如李鵬飛和范徐麗泰等人，在1991年創立啟聯資源中心，試圖與當時在「立法局九一直選」大勝的民主黨派抗衡，以示對中國大陸政府友好，同時確保香港政權能在1997年安穩過渡。但自衛奕信爵士在1992年黯然卸任後，英國政府的對華政策隨即出現變化。接任港督彭定康著意加快推動民主改革，但有鑑於啟聯的存在對有關改革成障礙，他於是決定在上任後立即改組行政局，除首席議員鄧蓮如女男爵外，所有衛奕信時代的人物，一概不得留任。
在這種背景下，王鳴在1993年從加州大學畢業前一年，就獲彭定康於1992年重新委為行政局非官守議員，由此從返政壇。王鳴在任內深得彭定康信用，她在1993年獲委任為房屋委員會主席，主理公共房屋的興建，同年又任投訴警方事宜監察委員會主席，後復於1994年起任香港科技大學校董會校董，同年獲CBE勳銜。相反，由於鄧蓮如曾經協助策劃啟聯資源中心的成立，所以漸失彭定康的信任，在港府扮演的重要性慢慢下降，最終在1995年選擇退出行政局，前往英國發展。鄧蓮如退出政壇後，彭定康選擇以王鳴接替鄧蓮如，成為殖民地政府歷史上最後一位行政局召集人（即首席議員）。
王鳴在主權移交前夕的殖民地政府具一定影響力，除了在1996年11月獲邀到英資的香港上海匯豐銀行任非執行董事外，又在過渡時期的1997年至1998年出任香港廉政公署事宜投訴委員會主席。而在1997年的元旦榮譽名單中，王鳴亦趕及在主權移交前，進一步獲英廷授予DBE勳銜，成為歷史上繼鄧蓮如後，第二位華人女爵士，同年4月19日在港督府由彭定康主持授勳。王鳴亦在1997年取得加州大學戴維斯分校的社會學博士學位，因此她選擇在主權移交後稱呼自己為王鳴博士。
由於與英國關係相當密切的關係，主權移交前曾有輿論認為，王鳴將不能成功過渡到特別行政區政府的行政會議，甚至不能繼續擔任房委會主席一職。但事實上，王鳴曾與當時的候任行政長官董建華在行政局一同共事，有說董建華亦欣賞其低調作風，最終董建華在1997年初公佈候任行政會議名單時，儘管召集人一位由復出的鍾士元爵士出任，但王鳴仍然榜上有名，而王鳴在主權移交後亦仍然留任房委會主席一職。
在特區政府成立初期，王鳴獲委以不同社會公職，當中包括在1997年起任香港學校音樂及朗誦協會主席、1999年起任薈英社香港分社主席、和在2000年起分別任龍傳基金董事及香港世界宣明會董事會主席等等。她於2018年8月當選香港賽馬會董事。

### 短樁醜聞
在董建華提出的八萬五政策驅使下，房委會在當時曾被指要求大規模興建公共房屋和居屋，以迎合所謂每年85,000個建屋單位的目標。基於制度上的漏洞以及在趕工時缺乏有效的監察機制等因素，誘使不法建築商乘機偷工減料，為爆出一連串的短樁醜聞埋下導火線。

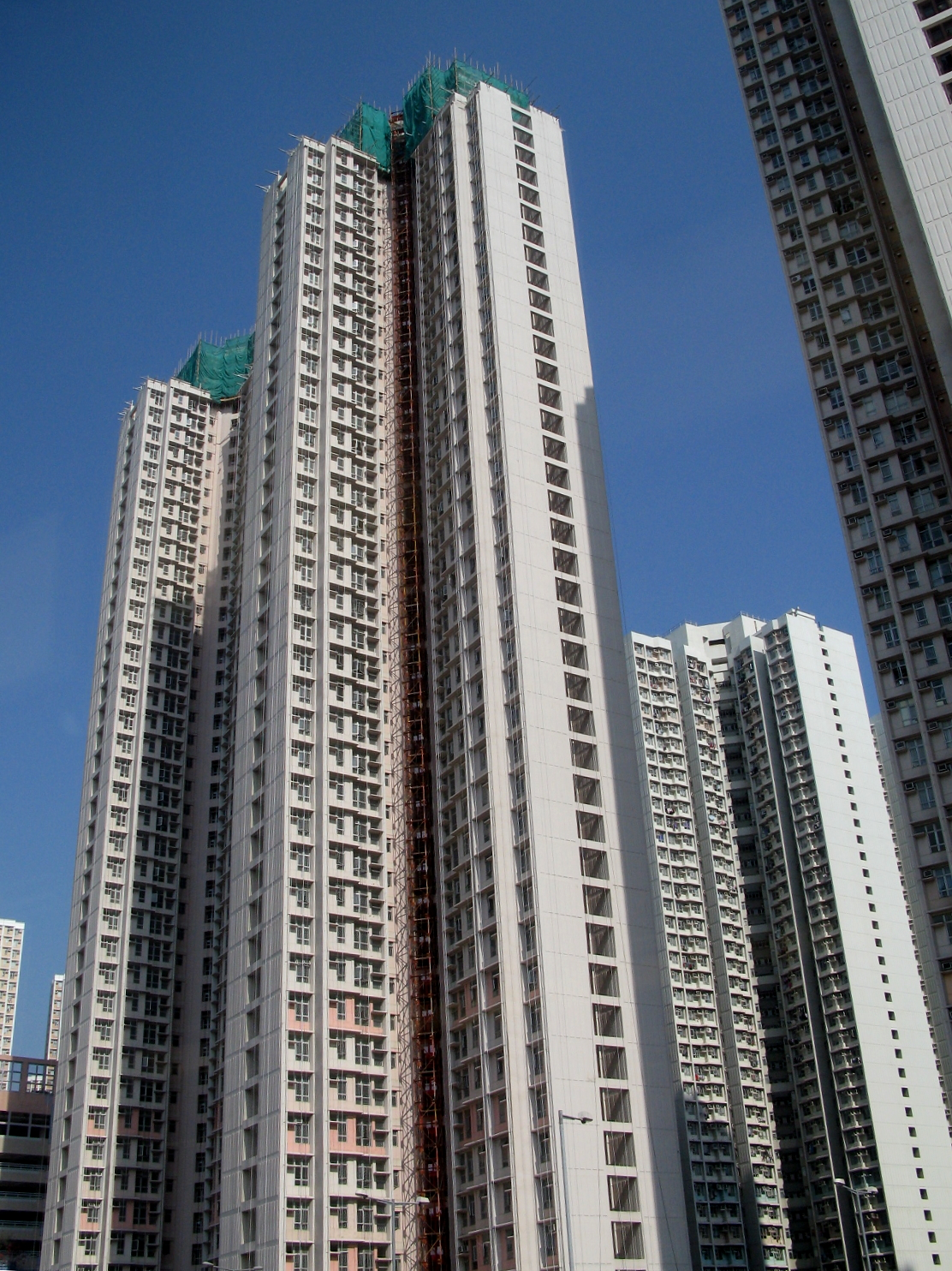
天頌苑的問題居屋。

在1999年9月，房委會位於元朗天水圍的居屋天頌苑率先被揭發出現不尋常沉降，到2000年1月，沙田圓洲角的居屋愉翠苑地盤亦被揭發短樁醜聞，同年3月及5月，石蔭邨第二期商場外牆及東涌30區前逸東苑第三期工程更先後被發現有承建商偷工減料，鑑於事態嚴重，廉政公署隨後就事件展開調查。
一連串的建屋醜聞，在當時引起社會廣泛關注，身為房委會主席的王鳴最初表示要借機會整肅房屋署的腐敗文化和官僚架構，但輿論矛頭未幾卻轉到王鳴身上，不少公屋團體更認為王鳴在事件中監管不力，要求她與房屋署署長苗學禮一同引咎辭職。到2000年6月，房屋局局長黃星華宣佈委任知識產權署署長謝肅方為圓洲角及天頌苑事件員工紀律調查小組主席，調查房署是否有人失職，從而進一步加重王鳴的壓力。未幾，民主黨立法會議員李華明在6月9日引入對她與苗學禮的不信任動議，特首董建華曾為此到立法會進行遊說，並揚言兩人一旦辭職，會導致政府「出現行政和法律真空」，希望立法會議員不要通過動議。
儘管如此，面對多方壓力，王鳴在2000年6月24日宣佈會辭去房委會主席一職，成為特區政府引入高官問責制前，首位引咎辭職的政府官員。四日後，立法會大比數通過對王鳴與苗學禮的不信任動議，但苗學禮從沒有因事件而提出辭呈。宣佈辭職後，鄭漢鈞博士在同年10月1日接任房委會主席。
短樁醜聞未有因為王鳴的辭職而完結，在2001年2月，立法會通過成立專責委員會，以深入調查主權移交後的一連串房屋醜聞。到2001年5月8日，王鳴被立法會傳召作供，她除了承認低估偷工減料的風險，還在會上聲稱「八萬五」建屋構念早在彭定康港督任內已經存在，而房委會只是在執行政府制訂的長遠房屋策略。此外，她還提交多封在1994年至1996年間致彭定康的信件，其中一封在1996年12月寫的信件中還表示，房委會最多只可建到82,000個單位，而不能達到政府的106,000個單位。
不過，房屋局局長黃星華於5月12日傳召作供時，卻對王鳴的論調作出反擊。黃星華表示，自1988年以後，公營房屋的建屋目標都是由房委會制定，政府本身沒有機制進行評估，因此主權移交前的港督《施政報告》中，有關公營房屋興建量的預測資料都是由房委會提供，而港府要到1997年後才重新有自己的預測機制，所以房委會並不如王鳴所指，要跟隨政府制定的目標建屋。
立法會經過兩年調查後，終於在2003年1月就短樁事件公佈調查報告，結果王鳴、黃星華及苗學禮都受到不同程度的譴責，但報告內沒有建議對他們作出具體懲罰，只認為應由政府決定。

### 退出房委會後
卸任房委會主席後，王鳴開始淡出政壇，並在2002年退出行政會議，但她仍在2001年接替梁錦松擔任教育統籌委員會主席，至2007年卸任。而退出房委會僅七個月後，王鳴即在2001年1月獲李嘉誠爵士聘任到長實集團任獨立非執行董事，引起部份輿論擔心會出現利益輸送，有立法會議員亦擔心社工出身的她會轉而代表商界利益，但王鳴表示其職務會每年只會收取5,000元董事袍金，沒有其他薪酬。
自2003年起，王鳴獲中華人民共和國政府委為全國港區政協委員，這也是她首次獲委任到中國大陸的官方組織。鑑於她的親英色彩濃厚，而且與陳方安生關係密切，其任命最初曾在左派親中陣營中引起爭議。

### 香港大學校務委員會爭議
王䓪鳴在聲帶中闡述其反對陳文敏任副校的原因，當中包括港大校長馬斐森的簡短回應。根據錄音內容，王在會上指出，期望未來副校能夠團結港大，「由於申請人（陳文敏）具強烈政治取向，我沒有足夠信心他能幫助港大團結，反之他可能進一步分裂港大」。基於現時的爭議、陳文敏的強烈政治立場及進一步令社會分裂的潛在風險，她反對委任陳文敏為副校的建議。
「我深愛港大，我在港大服務了很多年，這也是我的母校。我們必須把握每個機遇。正是這個原因，我不想看見任何人再搞分裂（anybody coming and further divide）。」王䓪鳴說。她又多次強調對社會分裂感到厭惡，本來期望新任校長馬斐森能帶來發展策略，但校委會因被政治紛爭纏擾，根本無暇討論。。

## 評價
王鳴本身從事社會工作，後來在政界發展，先後在立法局、行政局和行政會議供職，成為港府在主權移交前後具影響力的人物之一。而她的社會工作屢獲肯定，亦使她獲得多所海內外大學頒授榮譽博士學位。儘管王鳴親英色彩濃厚，但最終能夠安然過渡到主權移交後的特區政府，並在2003年當選政協，有輿論認為這反映她一向作風低調，具政治手腕，而且在過渡期沒有與中方出現爭拗，所以獲得中方接納。
王鳴後來在居屋短樁醜聞中雖然倍受責難，但最終選擇引咎辭職，成為特區政府首位負上政治責任而辭職的政府官員。相反，身為公務員的房屋署署長苗學禮卻沒有為事件負責，這遂激發社會要求官員問責的聲音，間接促使政府在2002年引入高官問責制，試圖加強首長官員的問責性。

## 家庭
王鳴在1979年9月15日與兒科醫生譚一翔結婚，兩人育有一女一子，分別是譚載怡（Joyce；1981年－）和Jonathan（1985年－）。王鳴在1991年毅然放下公職，隨丈夫到美國進修，試圖挽回婚姻，但最終因為丈夫有婚外情而於1992年正式離婚。在1979年至1992年的婚姻中，王鳴曾冠夫姓為譚王鳴。

## 榮譽

### 勳銜
- J.P. （1989年1月16日）
- O.B.E. （1990年女皇壽辰授勳）
- C.B.E. （1994年女皇壽辰授勳）
- D.B.E. （1997年元旦授勳）

### 榮譽學位
- 法學博士
  - 香港中文大學 （1996年[2]）
  - 多倫多大學 （1999年[31]）
- 社會科學博士
  - 香港理工大學 （2002年[32]）
  - 香港大學 （2003年[33]）
  - 香港教育學院 （2004年[16]）
- 榮譽會籍
  - 香港房屋經理學會 （1994年，榮譽院士[7]）
  - 英國特許屋宇經理學會 （1994年，榮譽會員[7]）

## 部份著作
- 《從政路上》，香港：香港基督教服務處，1992年。
- 《也曾同路－給香港青年的書信》，香港：香港基督教服務處，1996年。

### 英文資料
- Edited by Kevin Sinclair, Who's who in Hong Kong, Hong Kong: Who's Who in Hong Kong Ltd.: Asianet Information Services Ltd., 1988.
- London Gazette: no. 52173, page 17[], 15 June 1990.
- London Gazette: no. 53696, page 16[], 10 June 1994.
- NICK TABAKOFF, "HSBC TOPS UP NAMES ON BOARD", South China Morning Post, 27 November 1996.
- London Gazette: no. 54625, page 24[], 30 December 1996.
- Executive Councillors, Hong Kong Government Website, 1998.
- "Wong, Rosanna Yick-ming[永久]", HKU Honorary Graduates, 2003.

### 中文資料
- 岑維休主編，《香港年鑑》，香港：華僑日報，1990年。
- 何良懋，《香港的童年》，香港：新雅文化事業有限公司，1997年。
- 《會議過程正式紀錄 （页面存档备份，存于）》，香港立法會，2000年6月23日。
- 〈王鳴任長實非執行董事，議員憂行會權力轉移工商界〉，《星島日報》A09，2001年1月26日。
- 〈火鳳凰，王鳴〉，《壹週刊》時事短打，2001年5月3日。
- 〈彭定康愛將回歸前封爵〉，《太陽報》A01，2001年5月6日。
- 〈王鳴：不知「八萬五」怎訂出，承認低估地盤監督風險〉，《蘋果日報》A16，2001年5月9日。
- 〈王鳴認低估，監管工程難度，建屋高峰準備足夠否，也值得商榷〉，《香港經濟日報》A28，2001年5月9日。
- 〈黃星華反駁王鳴，指建屋量由房委會制訂〉，《新報》A03，2001年5月13日。
- 〈刀槍不入，王鳴〉，《壹週刊》時事，2001年10月4日。
- 〈公屋短樁醜聞經過〉，《大公報》A07，2003年1月23日。
- 〈立會公屋短樁調查報告完成，王鳴苗學禮黃星華遭譴責〉，《蘋果日報》A08，2003年1月21日。
- 〈立會短樁報告，暗批「八萬五」肇禍〉，《香港經濟日報》A22，2003年1月21日。
- 〈行會前成員獲委政協，王鳴入選惹左派爭議〉，《蘋果日報》A04，2003年1月22日。
- 《香港特區名人錄》，香港：星島日報出版社，2004年。
- 〈王鳴博士〉，《香港教育學院第十屆畢業典禮》，2004年11月19日。

## 外部連結
- 香港大學贊辭[永久]，2003年
- 香港教育學院贊辭，2004年
- 公營房屋建築問題專責委員會 （页面存档备份，存于） 第一份報告，香港立法會，2003年1月

| 官衔                                 | 官衔                             | 官衔                               |
| ------------------------------------ | -------------------------------- | ---------------------------------- |
| 前任者： 鍾逸傑爵士                  | 房屋委員會主席 1993年–2000年     | 繼任者： 鄭漢鈞博士                |
| 前任者： 鄧蓮如女男爵 行政局首席議員 | 行政局召集人 1995年–1997年       | 繼任者： 鍾士元爵士 行政會議召集人 |
| 前任者： 梁錦松                      | 教育統籌委員會主席 2001年–2007年 | 繼任者： 林李翹如博士              |